# Johanna Ey
Johanna Ey, geboren als Johanna Stocken (Wickrath, 4 maart 1864 - Düsseldorf, 27 augustus 1947) was een Duitse galeriehoudster en kunstmecenas.
Ey staat bekend als Mutter Ey vanwege de moederlijke rol die zij vervulde tegenover de kunstenaars met wie ze hechte vriendschappen onderhield. Tot haar protegés behoorden onder meer Otto Dix, Max Ernst en Otto Pankok, aan wiens carrières ze een grote bijdrage leverde. Haar galerie in Düsseldorf was van 1921 tot en met 1923 de uitvalsbasis van de kunstenaarsvereniging Das Junge Rheinland.
Door haar contacten met diverse kunstenaars werd Ey frequent geportretteerd, waardoor zij de meest geportretteerde vrouw van Duitsland wordt genoemd. In de collectie van het Stadtmuseum Düsseldorf bevinden zich ongeveer 100 portretten van Ey.

## Jeugd
Ey werd geboren op 4 maart 1864 in het dorpje Wickrath, in de buurt van Mönchengladbach. Ze was de jongste dochter van wever Peter Stocken en Josepha Engels. Ey groeide op in een arm, katholiek gezin met zeven kinderen dat werd beïnvloed door het gewelddadige gedrag en de drankzucht van haar vader. Over haar jeugd zei ze zelf: 'mijn vader was een drinker, mijn moeder was een geduldige vrouw. Wij kinderen leefden elke dag in angst.'
In haar memoires schreef Ey dat ze tijdens haar schooljaren zowel plezier haalde uit het vervullen van haar plichten als zich verzette tegen autoriteit. Toen ze veertien jaar oud was, stopte ze met school en werkte twee jaar lang als dienstmeisje.

## Huwelijk
In 1882 verhuisde ze naar Düsseldorf waar ze een jaar later meesterbrouwer Robert Ey ontmoette. Ze raakte in 1884 zwanger van hem en vertrok naar Brussel waar ze bij familie verbleef. Hun dochter Maria Klara werd in 1885 in Brussel geboren. In 1886 of 1887 keerde ze terug naar Duitsland en liet haar dochter achter bij haar oudere zus Barbara.
Op 1 mei 1888, drie jaar na de geboorte van hun dochter, trouwde ze in Duisburg met Robert Ey. Ze woonden afwisselend in Frimmersheim, Königshoven en Kerpen. Op 6 oktober 1899 verhuisden ze naar Düsseldorf. Ey en haar echtgenoot kregen samen twaalf kinderen, waarvan er acht op jonge leeftijd overleden. De twee hadden een ongelukkig huwelijk en net als haar vader had haar echtgenoot een drankprobleem. Ey en hun vier kinderen waren regelmatig slachtoffer van huiselijk geweld. Zelf omschreef ze haar huwelijk als 'zeer triest'. Haar echtgenoot verliet haar in 1904 en vertrok naar Berlijn. Zes jaar later werd de echtscheiding gefinaliseerd.

## Nieuw begin

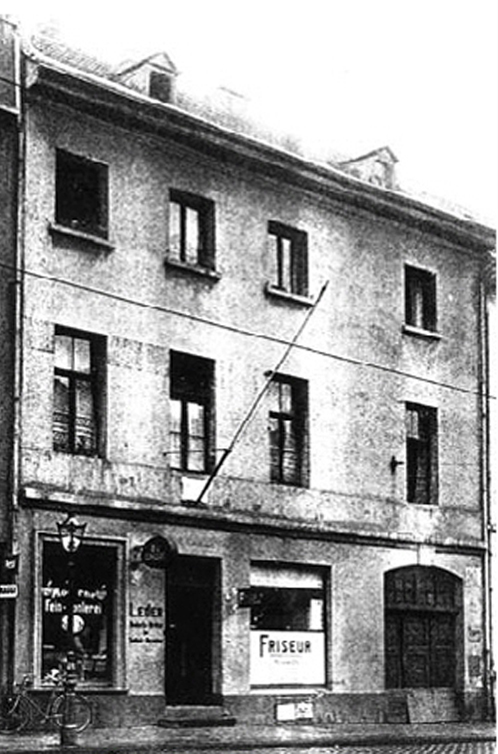
Ratinger Straße 45 waar de bakkerij van Ey gevestigd was (ca. 1920)

Vanaf het moment dat haar echtgenoot haar had verlaten, stond ze er als moeder van vier kinderen alleen voor. Op 9 november 1904 verhuisde ze met haar kinderen naar de Ratinger Straße in Düsseldorf, waar Ey een baan bij een bakkerij vond. Naast haar werk in de bakkerij werkte ze in de avonduren als naaister. In 1907 opende ze verderop in deze straat een eigen bakkerij.
De bakkerij evolueerde en in 1910 werd het een , een informeel koffiehuis, dat de bijnaam Das rote Malkästle ('rode schildersdoos') kreeg. Doordat het in de buurt lag van de kunstacademie van Düsseldorf en het Stadttheater, en door de lage prijzen van de aangeboden koffie en broodjes, werd het een populaire ontmoetingsplek voor kunstenaars, studenten, hoogleraren, acteurs en theatermedewerkers.
Als de kunststudenten weinig geld hadden, accepteerde Ey kunstwerken als vorm van betaling en verstrekte zij kleine leningen. Doordat Ey zelf veel moeilijkheden en ontberingen had ervaren in haar leven, voelde ze zich emotioneel verbonden met personen die in armoede of moeilijke omstandigheden leefden. In een interview later in haar leven zei ze dat ze vroeg of laat altijd door de kunstenaars is terugbetaald. Ze ontpopte zich als een moederfiguur voor de kunstenaars: ze stopte hun sokken, verstelde hun kleding en knipte hun haar.
Door de uitbraak van de Eerste Wereldoorlog in 1914 moest Ey haar winkel sluiten. Ze had nagenoeg geen klanten meer, aangezien het grootste deel van haar cliënteel werd gemobiliseerd. Haar zoons gingen in dienst bij de marine, waardoor haar inkomen verder daalde. Om de kost te verdienen werkte ze in een recyclingcentrum voor militaire uniformen en ontving financiële ondersteuning van haar kinderen. Tijdens de oorlog hield ze contact met de gemobiliseerde kunstenaars door hen brieven te schrijven en kleding toe te sturen.

## Kunsthandel
Rond 1916 maakte Ey de overstap naar de kunsthandel. Ze verkocht een kunstcollectie die ze had verzameld voor 500 mark aan een verkoopstentoonstelling, waarvan de opbrengst bedoeld was voor de hulp aan oorlogsslachtoffers. Naar eigen zeggen wist ze niet goed hoe ze verder moest. Het idee om kunst te verkopen kwam af en toe ter sprake in de jaren dat ze haar bakkerij uitbaatte, mogelijk omdat ze toen al eens schilderijen van bevriende kunstenaars verkocht. Uiteindelijk besloot ze een carrière als kunsthandelaar serieus te overwegen.
Veel van de kunstenaars die normaliter haar koffiehuis bezochten, bevonden zich in deze periode echter nog steeds aan het front en haar netwerk was beperkt. Haar plan kreeg daardoor pas concreet vorm nadat ze haar idee had gedeeld met Revierpolizist Heinrich Westerfeld. Hij bracht haar in contact met de restaurator Joseph Spinnrath die haar voorstelde werken te verkopen van enkele prominente kunstenaars uit de Düsseldorfse traditionele school. Ey startte haar loopbaan met de verkoop van dit type kunst in 1917 vanuit een winkel op Hindenburgwall 1a in de buurt van de Kunsthalle, waar de meeste kunsttentoonstellingen werden gehouden. Voor de huur van het pand kreeg ze hulp van enkele kunstschilders, voormalige klanten van haar koffiehuis, die haar ook enkele schilderijen in commissie gaven. Nadat haar winkel op een nacht werd beroofd, verhuisde ze op 19 mei 1918 naar een grotere galerie op Hindenburgwall 11.

### Junge Kunst - Frau Ey

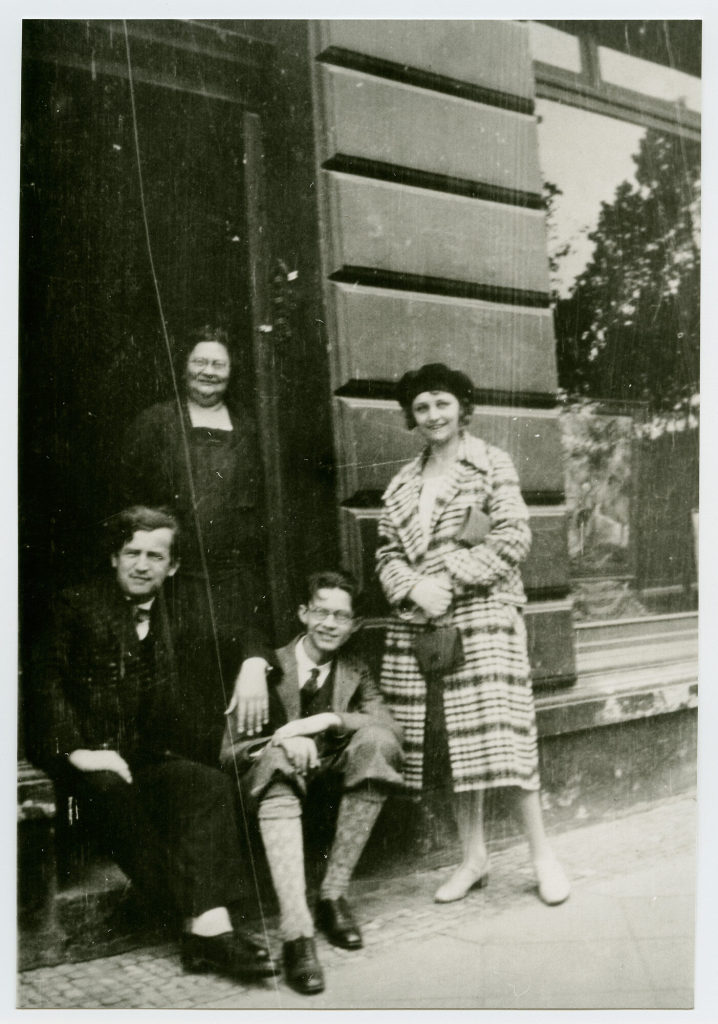
Van links naar rechts: Peter Ludwigs, Johanna Ey, Robert Pudlich en Luzie Uptmoor bij de ingang van de galerij (jaren twintig).

Na afloop van de Eerste Wereldoorlog keerden de gemobiliseerde kunstenaars terug naar Düsseldorf en bezochten ze haar galerie. Door Otto Pankok en Gert Wollheim maakte Ey kennis met een vernieuwende kunststijl. Pankok, die voor de oorlog vaste klant was in haar koffiehuis, bezocht begin 1920 samen met Wollheim de galerie en toonde haar enkele van hun werken. Ze vond de werken 'interessant' en 'niet alledaags' en stelde voor ze in de etalage te plaatsen. Naar eigen zeggen wilde ze iets 'levendigs, nieuws [en] interessants bieden'.
De werken veroorzaakten grote opschudding op de stoep van de galerie, waardoor de politie moest ingrijpen. In plaats van de werken uit de etalage te verwijderen, besloot Ey zich vanaf dat moment te richten op het tentoonstellen van moderne kunst. Ze bood Pankok en Wollheim een vaste etalage aan waar zij hun werken konden plaatsen. In 1920 veranderde ze de naam van haar galerie in Junge Kunst - Frau Ey. Journalist en kunstcriticus Max Osborn omschreef haar catalogus als: 'Alles wat nieuwe gedachten in het hoofd, nieuwe visies in de ogen, lef en onbeschaamdheid in de borst droeg, schoot vanuit hier zijn manifestaties de lucht in...'.
In juni 1920 richtten Pankok en Wollheim de kunstenaarsgroep Das Ey op die verbonden was aan de galerij. De groep gaf driemaal een gelijknamig periodiek uit met artikelen en kunstafbeeldingen. Daarnaast waren ook meerdere kunstenaars van Das Junge Rheinland, een kunstenaarsvereniging die in 1919 werd opgericht door dichter Herbert Eulenberg, kunstschilder Arthur Kaufmann en auteur Adolf Uzarski, regelmatige bezoekers van haar galerie. Onder meer Mathias Barz, Trude Brück, Fritz Feigler, Johann Baptist Hermann Hundt, Peter Ludwigs, Karl Schwesig en Adalbert Trillhaase kwamen regelmatig over de vloer.
Zelf omschreef ze deze periode als 'een prachtige, mooie tijd' doordat ze was omringd door 'spiritueel waardevolle kunstenaars'. Daarnaast was ze het niet eens met de stelling dat zij kunstenaars had geholpen, in haar optiek hadden de kunstenaars haar geholpen. Zonder hen zou ze naar eigen zeggen haar 'hele leven lang dom gebleven zijn'.

Haar persoonlijke contacten met de kunstenaars waren sterk en er ontstond een uitgebreide kunstenaarskring rond Ey. Dit leverde haar in de jaren twintig de bijnaam Mutter Ey ('moeder Ey') op, een bijnaam die ze aanvankelijk hekelde, maar later omarmde. In 1920 zei auteur Ludwig Beil over haar:
Ken je mevrouw Ey? Ze is een moederlijke vriendin van bohemienjongeren. Iedereen die schildert en niets heeft en jong is, is haar dierbaar. Ze kunnen naar haar kleine salon aan de Hindenburgwal komen [...], waar ze 's middags altijd koffie krijgen tot hun hart bonst. En als het een stralende dag is voor Moeder Ey, dat wil zeggen, als haar favoriete tumultueuze en hoopvolle protégés haar allemaal tegelijk ontmoeten, dan is er zelfs cognac. Dan zit ze daar, rond en blij, haar heldere oogjes stralend alsof ze zijn schoongemaakt op een knopvork. “Oh, kinderen,” zegt ze graag, ”dertig jaar jonger, wat zou ik voor jullie kunnen zijn!” Ze is goed, mevrouw Ey, we kunnen haar gebruiken.

### Otto Dix
In dezelfde periode kwam ze in contact met Otto Dix. Ze speelde een belangrijke rol in de ontwikkeling van zijn carrière door hem vroeg te steunen en zijn werk te verkopen. Ey vroeg de toen nog onbekende kunstenaar om enkele werken die ze in haar galerie kon aanbieden. In 1920 werd zijn werk voor het eerst in haar galerie tentoongesteld. De tekeningen spraken het cliënteel erg aan, waarna Dix haar meer stukken toestuurde. Ey vroeg hem in een brief om een foto van zichzelf op te sturen en nodigde hem vervolgens uit als gast, omdat ze hem sympathiek vond en zijn 'open en brutale gezicht' haar aansprak. Nadat Dix in 1921 naar Düsseldorf verhuisde, stelde Ey hem voor aan zijn eerste verzamelaar en werd hij onderdeel van de 'Ey-kring'. Ook met kunstschilder Max Ernst onderhield ze persoonlijk contact: in 1921 hield hij zijn eerste solotentoonstelling in de galerie van Ey.

### Das Junge Rheinland

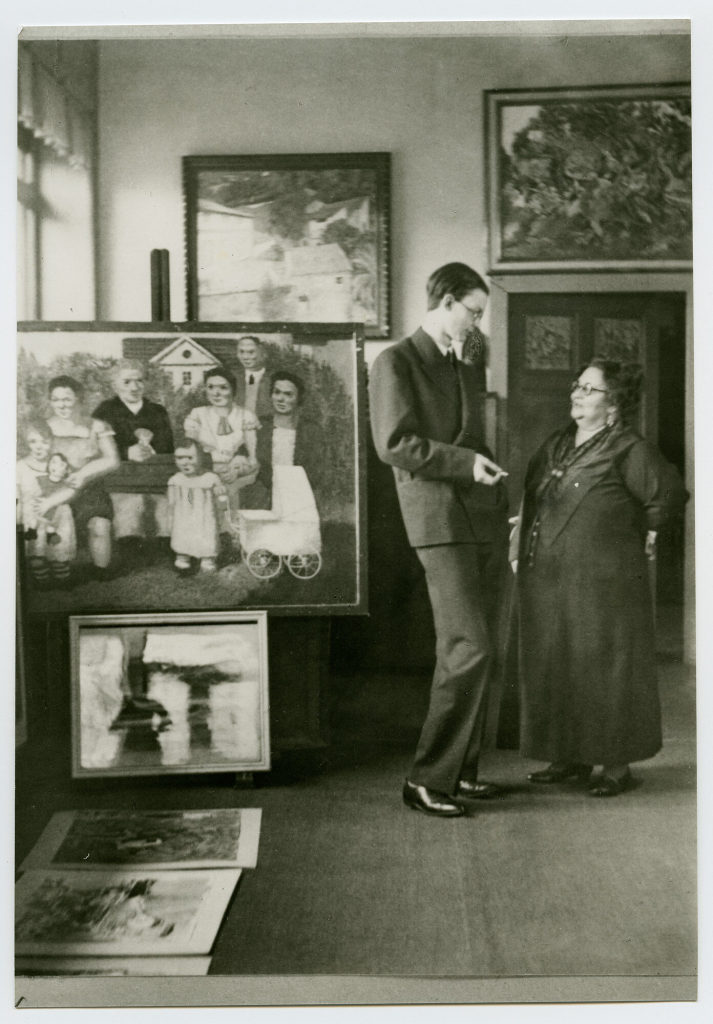
Johanna Ey met kunstschilder Robert Pudlich (jaren twintig)

In 1921 kwamen de leden van Das Junge Rheinland in conflict met een aantal traditioneel ingestelde kunstenaars tijdens een algemene vergadering van de Verein zur Veranstaltung von Kunstausstellungen. Deze kunstenaars wilden de leden van de vereniging niet toestaan te exposeren in de Kunsthalle Düsseldorf. Als reactie besloten zij vanaf 14 juli 1921 de galerie Junge Kunst – Frau Ey als hun nieuwe uitvalsbasis te gebruiken en ging Das Ey op in Das Junge Rheinland. De kunstenaars kwamen dagelijks om elf uur samen in de galerie van Ey.
Vanaf dat moment fungeerde de galerie als centraal punt voor de organisatie van de activiteiten van de kunstenaarsvereniging en veranderde het in het centrum van de Rijnlandse avant-garde. Iedere veertien dagen vond er een expositie plaats die van lokale, nationale en internationale betekenis was. Het hoogtepunt kwam in 1922 met de 1.Internationale Kunstausstellung Düsseldorf 1922. Ey werd hiermee ook de belangrijkste handelaar van de werken van Das Junge Rheinland. Voor de verkoop van de werken ontving Ey een percentage aan commissie. Ze vertegenwoordigde onder meer Wollheim en Pankok.
Zoals in de beginjaren, toen ze haar koffiehuis uitbaatte, bleef ze ook in deze periode kunstenaars financieel ondersteunen. Op kunstwerken van jonge kunstenaars plaatste ze soms bordjes met 'verkocht' om hen een gevoel van trots te geven of een excuus te hebben hen wat extra geld toe te stoppen. In 1922 uitte Otto Dix zijn dankbaarheid voor een lening met de tekening Johanna Ey als rettender Engel. Twee jaar later financierde ze een studiereis naar Saigon voor de kunstschilder Max Ernst, in ruil voor werken die hij in Parijs had gemaakt.

### Veranderingen

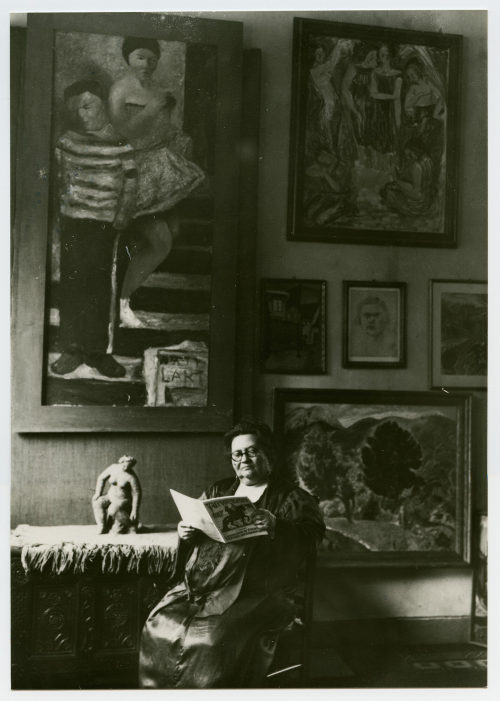
Johanna Ey in haar galerie (jaren twintig)

Het beleid van verkoop en tentoonstellingen van Ey was vooral gebaseerd op persoonlijke sympathieën. Ze had met name een grote voorkeur voor het werk van Wollheim, wat binnen Das Junge Rheinland leidde tot frictie tussen de leden. Vooral stichtend lid Adolf Uzarski hekelde deze voorkeursbehandeling door Ey. Toen hij ontdekte dat Ey klanten in haar galerie adviseerde de werken van Uzarski links te laten liggen en zich in plaats daarvan te richten op de werken van Wollheim, was voor Uzarski de maat vol. Zijn frustraties werden besproken tijdens een ledenvergadering van Das Junge Rheinland, wat ertoe leidde dat vele kunstenaars zich afsplitsten van de vereniging. Gezamenlijk richtten zij in 1923 een nieuwe kunstenaarsvereniging op, genaamd Rheingruppe. In 1924 verliet ook Otto Pankok Das Junge Rheinland, gevolgd door Otto Dix in 1925.
Zelf omschreef Ey het als 'De beste paarden kwamen uit de "Ey-stal" en hadden hun race gelopen'. Na het uiteenvallen van Das Junge Rheinland was haar galerie niet langer de uitvalsbasis van een kunstvereniging, maar werd het nog altijd gezien als het centrum van de Rijnlandse avant-garde en een sociale ontmoetingsplek voor kunstenaars.
Naarmate de moderne kunstbeweging steeds meer geaccepteerd werd, beschouwde Ey zichzelf als geaccepteerd binnen de kunstwereld en werd ze naar eigen zeggen erkend als een van de prominente figuren. Kunsthandelaar Alfred Flechtheim, die tevens een galerie in Düsseldorf bezat, omschreef haar in 1926 als 'een soort Niederrheinse Pére Tanguy' die waardevolle werken verkocht om jonge schilders financieel te kunnen ondersteunen. Hij merkte daarbij op dat het haar tot dan toe nog niets had opgeleverd, maar dat de handel in moderne kunst over het algemeen niet erg lucratief was, maar het uiteindelijk zou lonen. In 1926 stelde ze werken van onder anderen Pablo Picasso, Max Ernst en Paul Klee tentoon in haar galerie.

### Spaanse invloeden
Door haar vriendschappen met personen uit de kunstwereld, kwam ze in aanraking met de bredere culturele sector. Een bezoek aan de opera wakkerde een liefde voor muziektheater aan. Met name het stuk Carmen van Bizet, en de krachtige, verleidelijke hoofdpersoon, sprak tot haar verbeelding. Ze begon zich door de opera steeds meer te interesseren in Spanje. Kunstschilder Otto Dix beeldde haar in 1924 in zijn werk Bildnis der Kunsthändlerin Johanna Ey als Spanierin af in traditionele Spaanse kleding. In het werk Bildnis der Kunsthändlerin Johanna Ey uit datzelfde jaar beeldde hij haar af als koningin met een mantilla-kam in het haar. Het werk wordt beschouwd als een van zijn belangrijkste werken.
In 1926 kwam ze in contact met de Spaanse schilder en dichter Jacobo Sureda met wie een vriendschap ontstond. Ze ontmoette hem toen hij dat jaar haar galerie bezocht. Zowel Ey als haar kring van kunstenaarsvrienden waren erg onder de indruk van zijn werk. In 1927 verbleef ze enkele maanden bij hem in zijn woonplaats Mallorca.

### Crisis

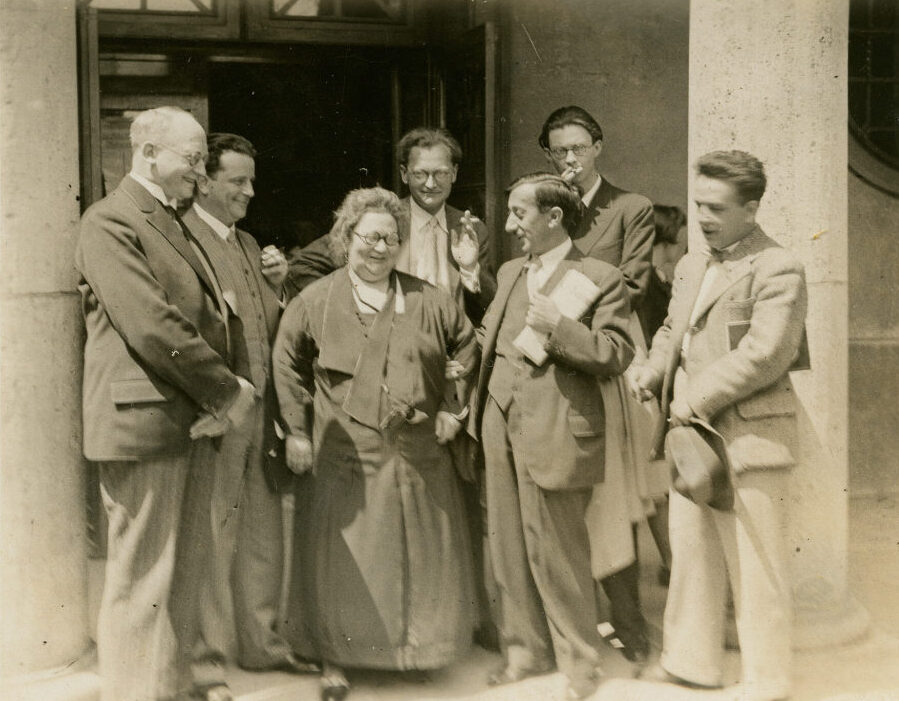
Johanna Ey (midden) met onder meer politicus Robert Görlinger, schilder Robert Pudlich en historicus Karl With (1931)

In 1927 raakte Ey door de economische malaise in financiële problemen. Het werd voor haar steeds moeilijker om kunstwerken te verkopen, waardoor ze de huur van haar galerie niet langer kon betalen. Ze had haar huisbaas enkele werken aangeboden als onderpand voor de huur en had daarnaast een lening van 6000 Reichsmark bij een spaarbank die ze niet meer kon aflossen.
Om haar galerie te redden, schreven enkele kunstenaars in 1929 een brief aan Oberbürgermeister Robert Lehr, waarin ze haar situatie schetsten en haar belang voor jonge kunstenaars benadrukten. Ze stelden voor dat de stad de werken in onderpand van de huisbaas zou overnemen om haar huurschulden af te lossen. Lehr reageerde positief, en de schuld van 1800 Reichsmark aan haar huisbaas werd vereffend. In ruil voor deze geste gaf Ey dr. Karl Koetschau, de directeur van het Museum Kunstpalast in Düsseldorf, toestemming om zes kunstwerken uit haar collectie te selecteren voor de grafische collectie van het museum. Hoewel de schuld met haar huisbaas was vereffend, moest ze het pand alsnog voor 1 september 1930 verlaten. Als garantie voor de huur tot die datum gaf ze opnieuw schilderijen in onderpand.
Gezien de dreigende uitzetting, wendde Ey zich opnieuw tot de stad Düsseldorf voor hulp. Een pand op de hoek van de Hindenburgwall en Friedrichplatz, waar voorheen een postkantoor was gevestigd, stond leeg en Ey vroeg hen of ze dit pand van hen kon huren met als doel daar opnieuw een galerie en koffiehuis te vestigen. Het gemeentebestuur vreesde voor hoge verbouwkosten en boden haar diverse andere panden aan, waaronder een voormalig rusthuis, maar deze panden waren volgens Ey ongeschikt. Naar eigen zeggen werd ze door 'alle kunstenaars, zowel alle solisten van het operahuis, het theaterhuis, de academie, kunstenaarsverenigingen, en verschillende oude vrienden uit [haar oude galerie]' gesteund in haar aanvraag.
In een brief aan Lehr en in een krantenartikel van journalist Fritz Heymann, benadrukte Ey haar bijdrage aan de kunstscene in Düsseldorf. Dit trok de aandacht van de lokale autoriteiten die zich realiseerden dat het negatief voor hen zou uitpakken als ze Ey zouden uitzetten, omdat haar aanwezigheid in de stad waardevol werd geacht voor de kunstwereld. Daarom besloten ze uiteindelijk in te stemmen met haar verzoek om hulp. Aangezien het voor Ey onmogelijk zou zijn aan de huur te voldoen, werd de huur van de ruimte gesubsidieerd en rechtstreeks betaald door de Wohlfahrtsverwaltung. Op 26 oktober 1930 opende Ey haar nieuwe galerie in het voormalige postkantoor.
In 1931 periode organiseerde Ey een reizende expositie. Volgens sommige bronnen deed ze dit om werken te behoeden voor inbeslagname door de spaarbank aan wie ze nog geld schuldig was. Zelf gaf ze als reden dat een reizende expositie de kans op verkoop van de werken zou vergroten en ze op die manier de schulden kon afbetalen. De werken werden tentoongesteld in Keulen (1931), Köningsberg (1931), Mannheim (1932) en Wiesbaden (1932).

### Opkomst van het nazisme
Op 1 juni 1932 werd de subsidie van 150 Duitse mark die Ey ontving van de stad Düsseldorf stopgezet. De stad verkeerde in financiële moeilijkheden en Lehr had twijfels over het gebruiken van staatssteun voor de activiteiten van Ey als kunsthandelaar en café-uitbater. Vanwege haar steun aan Joodse en communistische kunstenaars is het tevens mogelijk dat deze beslissing politiek gemotiveerd was.
Ey werd gevraagd het pand uiterlijk in augustus 1932 te verlaten, maar aangezien ze de 150 Duitse mark huur niet betaalde, werd het contract half oktober 1932 ontbonden. Diezelfde maand werd er een uitzettingsprocedure tegen Ey gestart, die op 3 januari 1933 in haar nadeel werd beslist. Door de machtsovername van Adolf Hitler op 30 januari 1933 werd de uitzetting tijdelijk uitgesteld.
Ey vertrok in maart 1933 opnieuw naar Mallorca om Sureda te bezoeken, die terminaal ziek was. Na haar terugkomst in Düsseldorf ontdekte ze dat de ramen van haar galerie waren volgeplakt met affiches waarin werd opgeroepen haar galerie te boycotten. Op 6 april 1934 werd Ey definitief opgedragen het pand te verlaten. Doordat Ey de rechtszaak had verloren, moest ze de kosten van de achterstallige huur en de rechtszaak te betalen. Haar collectie met werken van Jankel Adler, Otto Dix, Max Ernst, Otto Pankok, Fritz Schwesig, Gert Heinrich Wollheim en Adolf Trillhaase werd in beslag genomen om de kosten van ruim 3500 Reichsmark te vereffenen.
In 1933 werd Ey uitgenodigd mee te doen aan de Wereldtentoonstelling in Chicago en daar 160 werken te tonen. Door een deviezenbeperking, waarbij de overheid reguleerde hoeveel buitenlandse valuta het land in- of uitgingen, mislukte dit plan. Voor vele kunstenaars die Ey had tentoongesteld in haar galerie waren moeilijke tijden aangebroken. Velen van hen werden door het naziregime beschouwd als 'ontaard', mochten hun werken niet meer tentoonstellen of kregen een beroepsverbod. Schilderijen in haar galerie werden in beslag genomen, gestolen of vernield. Het was voor Ey niet meer mogelijk haar galerie uit te baten zoals ze dat voorheen deed, en besloot in 1934 de deuren te sluiten.
In 1936 voltooide Ey haar memoires. Vanwege haar contacten met ontaarde kunstenaars en personen die in het Derde Rijk als minderwaardig werden gezien, was het niet mogelijk deze te laten publiceren. Een door Annette Baumeister herwerkte versie van haar memoires werd in 1999 voor het eerst gepubliceerd onder de titel Treffpunkt "Neue Kunst": Erinnerungen der Johanna Ey.

### Tweede Wereldoorlog
Tijdens het bombardement op Düsseldorf in de nacht van 11 op 12 juni 1943 werden haar woning en kunstcollectie vernietigd. De enige werken die gespaard bleven, waren een verzameling van twintig grafieken die haar zoon enkele dagen voor het bombardement naar de regio Eifel had meegenomen, en enkele werken van Ey die waren ondergebracht bij particuliere verzamelaars, waaronder Rendezvous der Freunde (1922) van Max Ernst. Na het bombardement trok Ey in bij haar kleindochter in de buurt van Hamburg en verbleef daar tot het einde van de Tweede Wereldoorlog.
Na de oorlog las Ey in een krantenartikel over hoe de nazi's kunst uit Hamburgse musea had geroofd. Ze nam contact op met de auteur en legde haar situatie uit. In december 1945 werd ze geïnterviewd door het Hamburgse radiostation Hamburger Rundfunk. Na dit interview werd ze door twee zakenmannen benaderd die samen met haar opnieuw een kunstgalerie wilden openen in Düsseldorf. Ey ging akkoord en keerde in maart 1946 terug naar de stad.

## Terugkeer naar Düsseldorf en overlijden

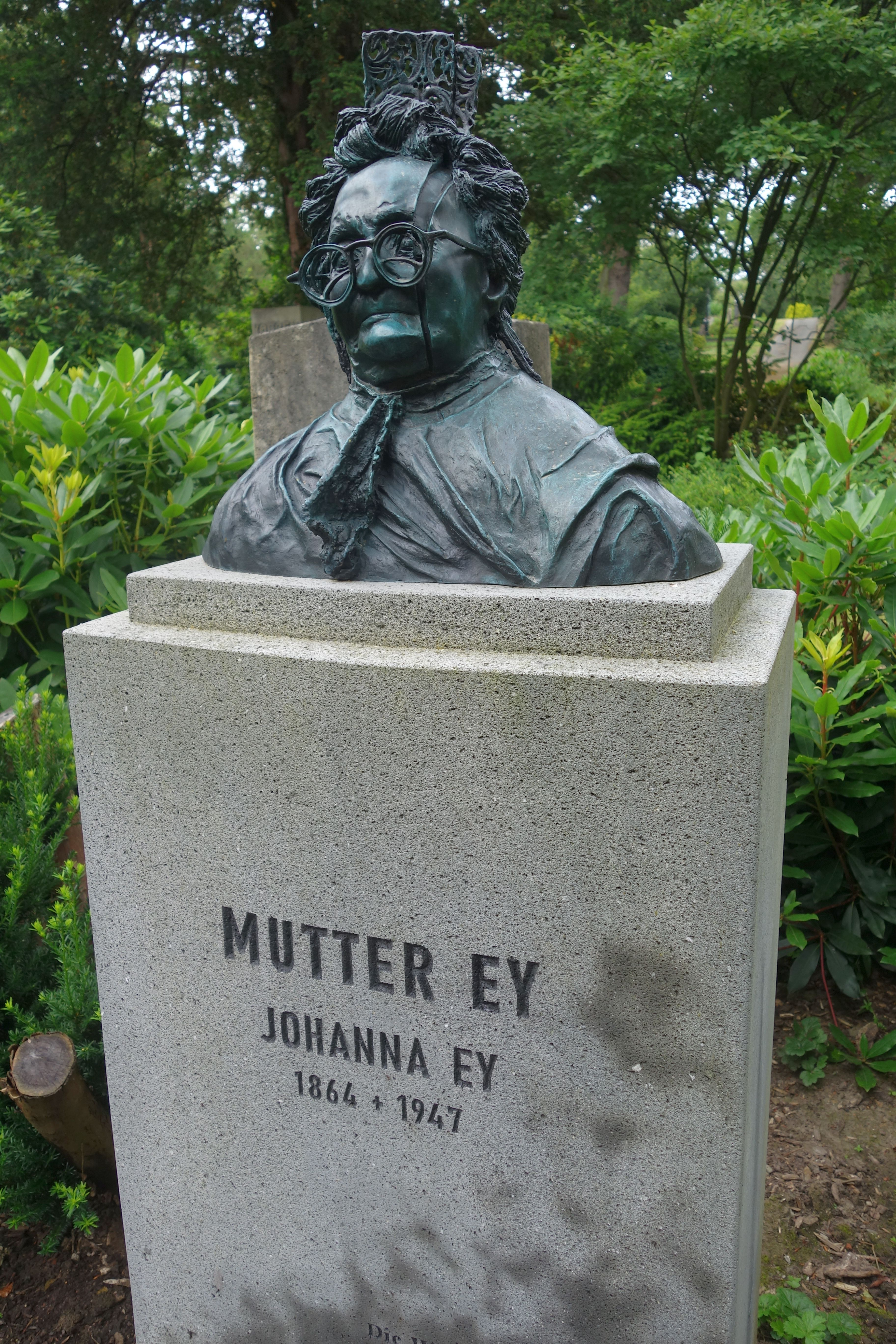
Grafsteen van Mutter Ey

Na haar terugkeer werd Ey benoemd tot ereburger van de stad Düsseldorf en ontving ze een erepensioen. Op 8 juli 1947 opende ze samen met twee handelspartners een nieuwe galerie in de Hunsrückenstrasse, die de naam Westdeutsches Künstlerzentrum Mutter Ey GmbH Düsseldorf kreeg, maar ze behaalde niet meer de successen die ze voorheen had.
De laatste periode van haar leven verbleef ze in een rust- en verzorgingstehuis. Vanwege haar verdiensten voor de stad Düsseldorf werd het verblijf door de stad gefinancierd. Op 27 augustus 1947, kort na de opening van de nieuwe galerie, overleed ze. Ze werd 83 jaar oud.
Op 30 augustus 1947 werd ze begraven in een eregraf op het Nordfriedhof van de stad Düsseldorf. Bij haar uitvaart sprak burgemeester Josef Gockeln de woorden: 'Zij werd de moeder van een grote gemeenschap, en in deze familie is de stad Düsseldorf niet haar laatste kind, maar rekenen wij onszelf tot de eersten van de rouwende kinderen. Want wij dragen vandaag een stukje van onze eigen stad en haar cultuur naar het graf.'
Op haar graf werd haar bijnaam 'Mutter Ey' geplaatst. In 2020 werd een nieuwe steen aangebracht op haar graf. Het borstbeeld op de steen werd ontworpen door de Düsseldorfse kunstenaar Bert Gerresheim en gegoten door gieterij Schmäcke.

## Eerbetonen

### Portrettering
Door haar nauwe contacten met vele kunstenaars werd Ey de meest geportretteerde vrouw van Duitsland genoemd. Er werd geschat dat ze tijdens haar leven ongeveer tweeduizend keer is afgebeeld. Ze werd geportretteerd door onder meer Gert Heinrich Wollheim, Otto Dix, Peter Janssen en Hermann Hundt. Het Stadtmuseum Düsseldorf bezit ongeveer 100 portretten van Ey. In 2009 werden deze portretten samen gepresenteerd tijdens de expositie Ich, Johanna Ey.

### Vernoemingen en eerbetonen
In Düsseldorf werden de Mutter-Ey-Straße en Mutter-Ey-Platz naar haar vernoemd. Het Stadtmuseum Düsseldorf vernoemde haar museumcafé naar Ey en in een Düsseldorfs hotel draagt een conferentieruimte haar naam. In 2024 werd een stichting opgericht die naar Ey werd vernoemd. Deze heeft als doel haar gedachtegoed voort te zetten door middel van residentieprogramma's, tentoonstellingen en andere culturele projecten.

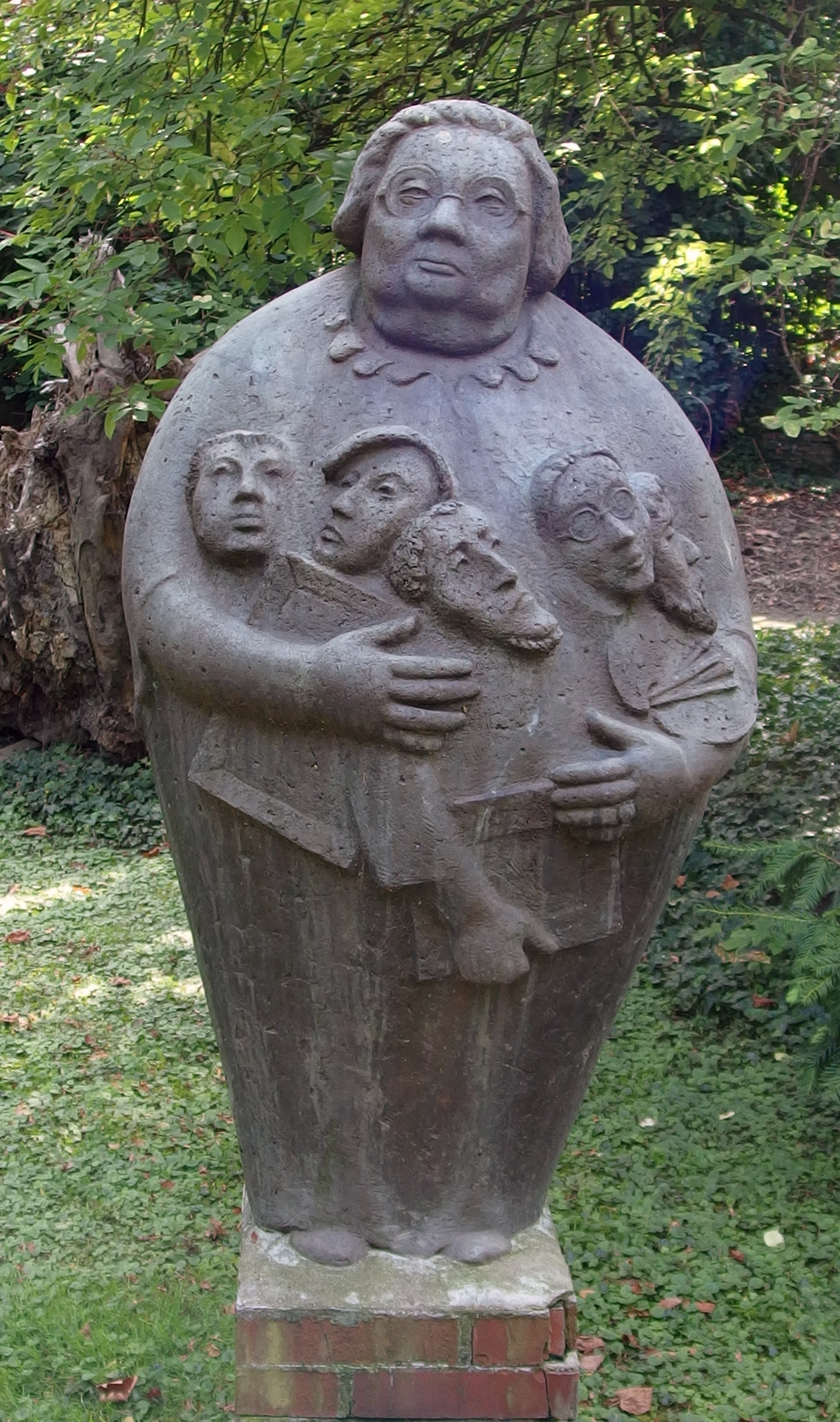
Mutter Ey (1985), door Gerda Kratz. Bronzen beeld in het Malkastenpark in Düsseldorf. Met haar armen beschermt ze bevriende kunstenaars.

### Werken in openbare ruimte
Op 24 november 1989 werd in haar geboorteplaats Wickrath een beeld van Ey geplaatst. Het werk uit zandsteen werd ontworpen door beeldhouwer Peter Rübsam.
In het Spee'schen Park in Düsseldorf, nabij het Stadtmuseum, staat een sculptuur van Ey gemaakt in 1979 door Hannelore Köhler. Aan de gevel van een gebouw aan de Mutter-Ey-Straße in Düsseldorf hangt een portret van Ey. Het werk werd in 1982 gemaakt door Thomas Giese en Friedhelm Neuschäfer, en werd gebaseerd op een portret door Matthias Barz uit 1936. In het Düsseldorfse Malkastenpark staat het werk Mutter Ey uit 1985 van beeldhouwster Gerda Kratz.
In 2017 werd het 2,5 meter hoge werk Mutter-Ey-Denkmal onthuld in Düsseldorf. Het werk werd gemaakt door Bert Gerresheim en geplaatst in het Andreas-Quartier in de oude binnenstad. Rondom het werk zijn kunstenaarsattributen te zien en zijn er verwijzingen naar haar protegés verwerkt. Gerresheim heeft een bijzondere band met Ey. Zij adviseerde hem na een tentoonstelling van zijn werken in 1947 om een kunstopleiding te volgen. Hij ontwierp tevens de buste van Ey die in 2020 op haar grafsteen werd geplaatst.

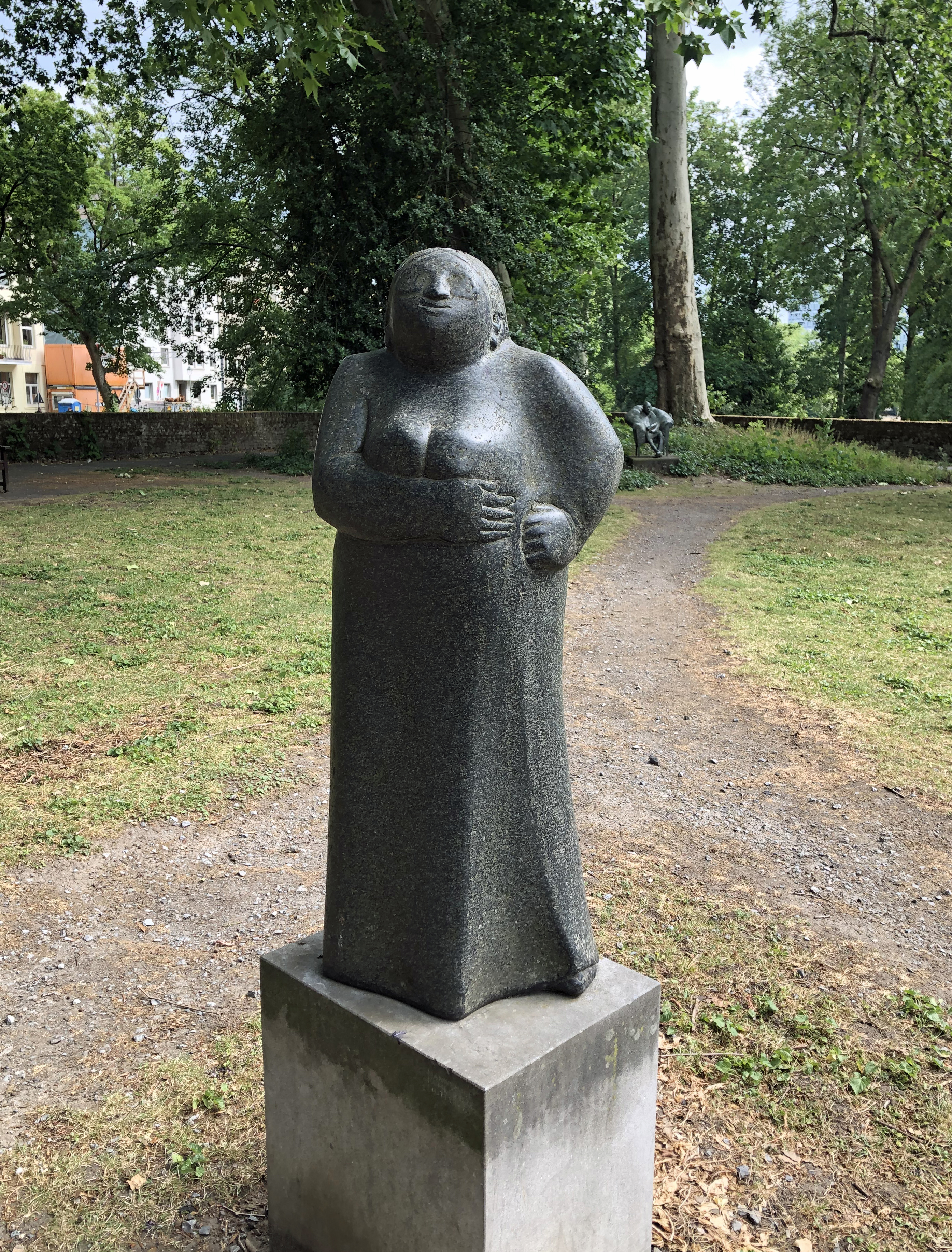
Mutter Ey (1979), door Hannelore Köhler in Düsseldorf
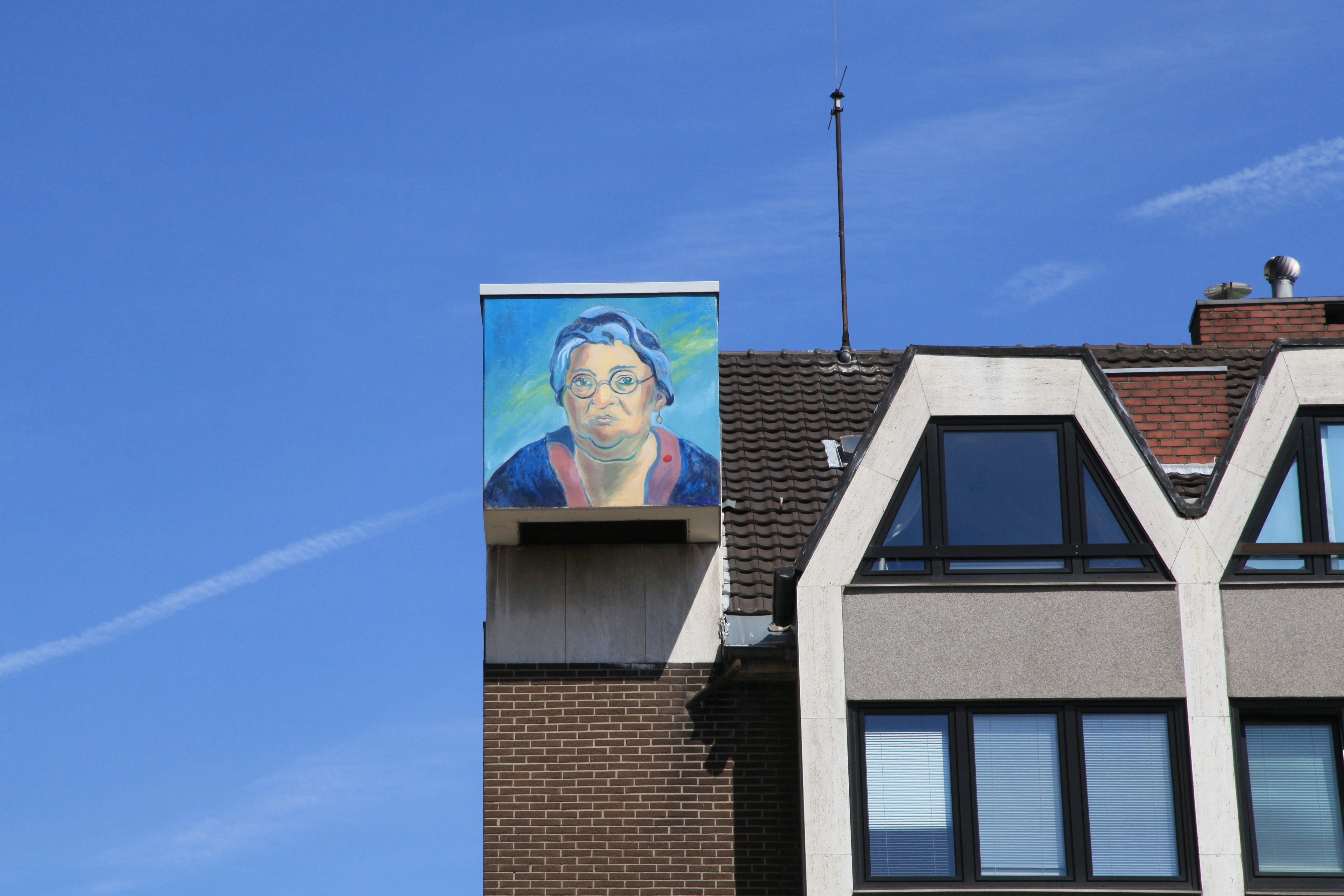
Mutter Ey (1982), door Thomas Giese en Friedhelm Neuschäfer in Düsseldorf
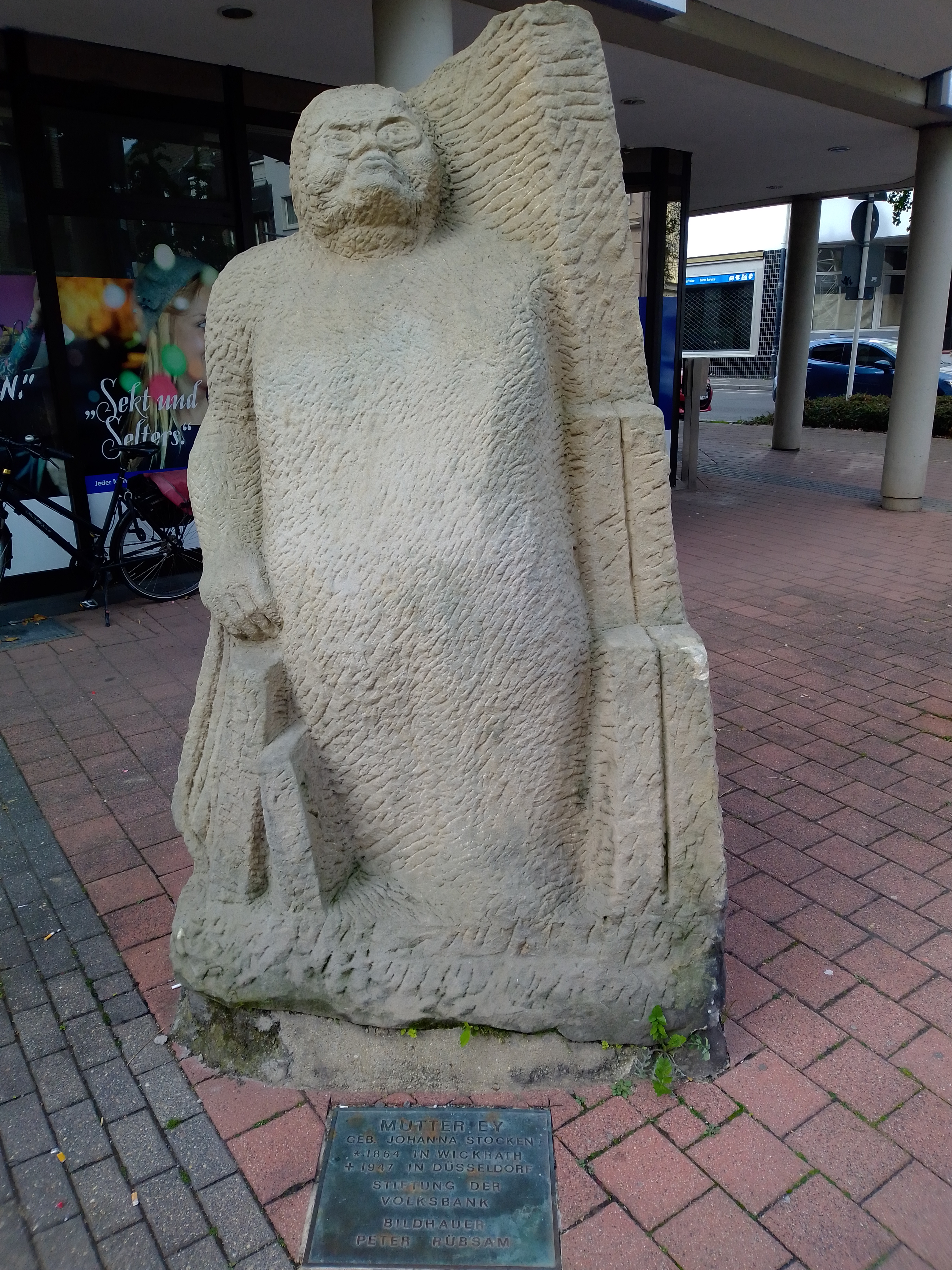
Denkmal Mutter Ey (1989), door Peter Rübsam in Wickrath
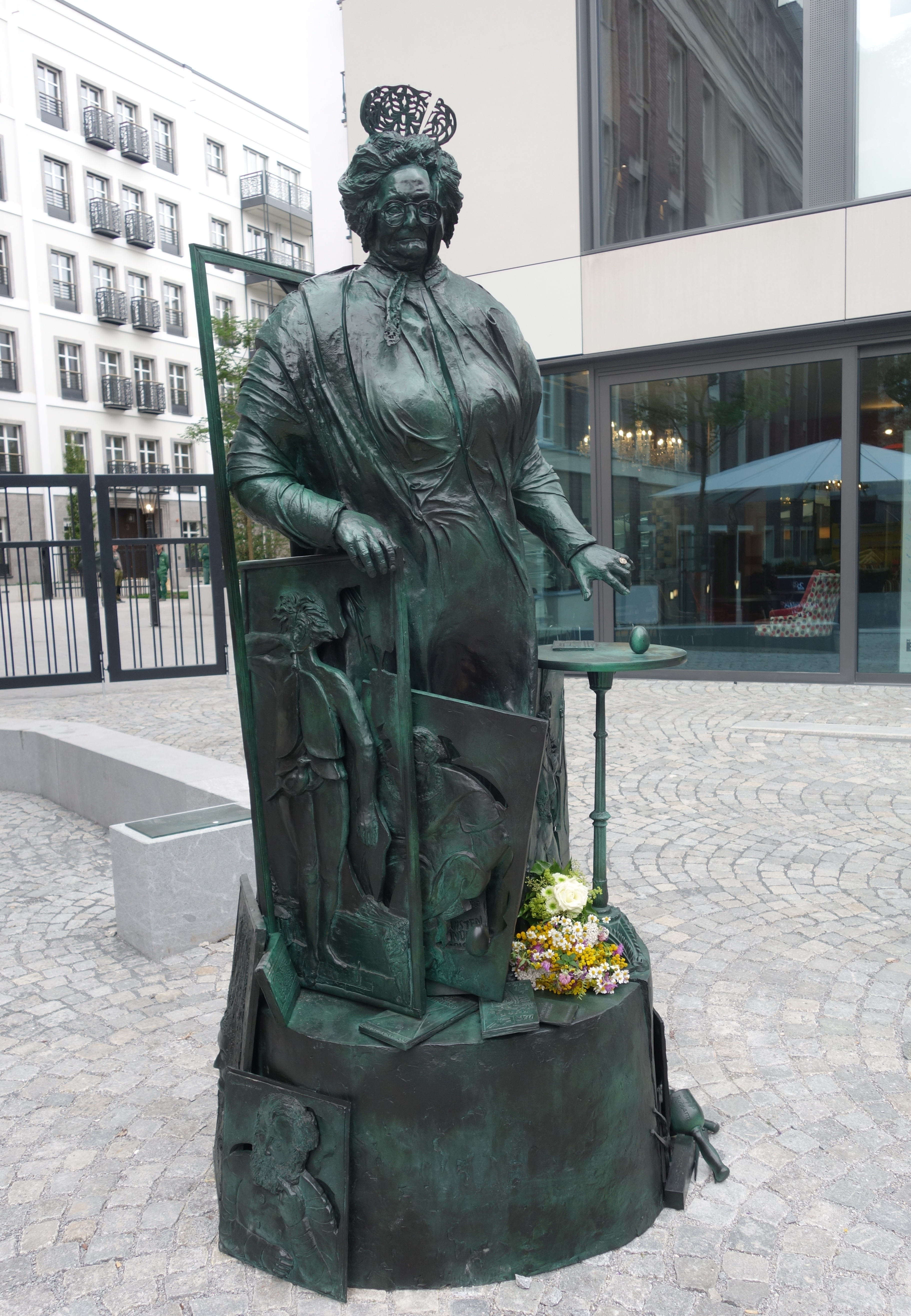
Mutter-Ey-Denkmal (2017), door Bert Gerresheim in Düsseldorf